# Kågen
Kågen (Northern Sami:Gávvir) es una isla del municipio de Skjervøy en la provincia de Troms, Noruega. Tiene una superficie de 85,7 km² y en 2001 tenía 27 habitantes. Posee varias montañas con una altura superior a los 1000 m sobre el nivel del mar. La montaña más alta es la Store Kågtind con 1228 m. Kågen está en la posición 52 entre las islas más grandes de Noruega.
Existe una ruta de transbordador entre Arnøya y Laukøya hacia el norte, mediante el puente Skjervøy que conecta con Skjervøya al este y el túnel Maursund conecta con el continente al sur.

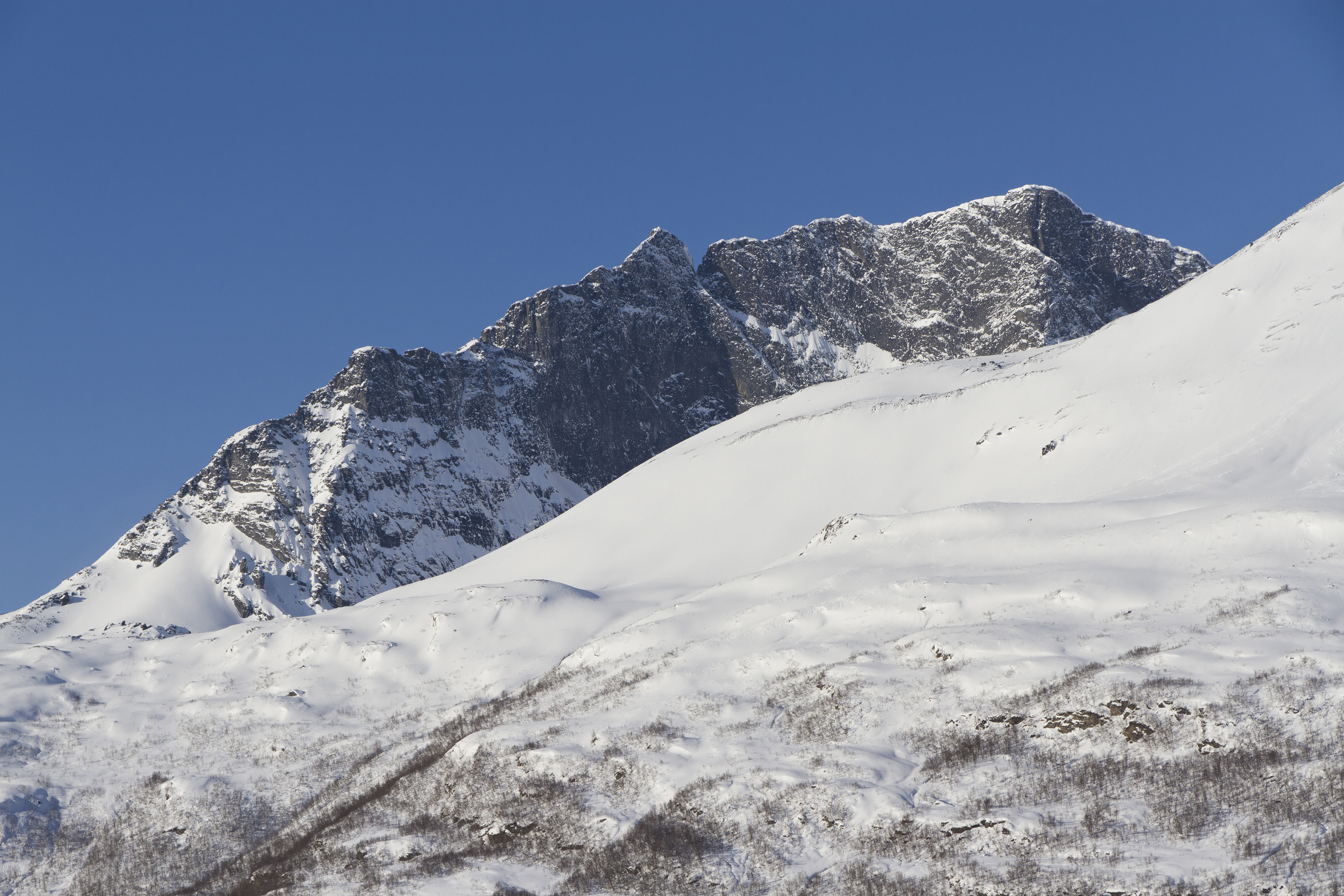
Lado este del Blåtinden (985 m) visto desde la costa sur del Maursundet en marzo de 2012. La montaña se encuentra en la isla.